# Иваненко, Юрий Григорьевич
Ю́рий Григо́рьевич Иване́нко (род. 31 августа 1966, д. Бугалы, Большереченский район, Омская область) — российский юрист и судья. Исполняющий обязанности Председателя Верховного суда Российской Федерации (c 22 июля 2025 года). Заместитель председателя Верховного суда Российской Федерации — председатель Судебной коллегии по экономическим спорам Верховного суда Российской Федерации с 17 июля 2024 года. Заслуженный юрист Российской Федерации (2022).

## Биография
Родился 31 августа 1966 года.
В 1992 году окончил юридический факультет Омского государственного университета.
С 1992 года — судья Советского районного суда Омска.
В 1998 году под руководством П. Я. Трубникова защитил диссертацию на тему «Актуальные вопросы защиты чести, достоинства, деловой репутации граждан и деловой репутации юридических лиц» на соискание степени кандидата юридических наук.
В 1998—1999 годах — заместитель председателя Советского районного суда Омска.
В 1999—2009 годах — судья, член президиума Омского областного суда.
В 2009—2015 годах — заместитель председателя Ленинградского областного суда, председатель судебной коллегии по гражданским делам.
В 2012—2015 годах — председатель экзаменационной комиссии Ленинградской области по приему квалификационного экзамена на должность судьи.
С 2013 года — председатель редакционной коллегии журнала «Вестник судейского сообщества Ленинградской области».
25 марта 2015 года назначен на должность судьи Верховного суда Российской Федерации. Представляя кандидатуру Иваненко на должность, первый заместитель руководителя комитета Совета Федерации по конституционному законодательству А. И. Александров подчеркнул, что кандидат обладает «безупречной репутацией, а все документы соответствуют предъявляемым требованиям». В свою очередь председатель Верховного суда Российской Федерации В. М. Лебедев рассказал, что Иваненко будет работать судьей в коллегии по административным делам. Кандидатура Иваненко была утверждена 153 членами Совета Федерации при двух воздержавшихся.
В 2016 году избран в состав Высшей экзаменационной комиссии по приему квалификационного экзамена на должность судьи, с 2022 года — заместитель председателя комиссии.
27 октября 2020 года переведен из состава Судебной коллегии по административным делам Верховного суда Российской Федерации в состав Судебной коллегии по экономическим спорам Верховного суда Российской Федерации.
17 июля 2024 года Совет Федерации назначил Иваненко на должность заместителя председателя Верховного суда Российской Федерации — председателя Судебной коллегии по экономическим спорам Верховного суда Российской Федерации.
2 сентября 2024 года был включён в состав Совета при Президенте Российской Федерации по кодификации и совершенствованию гражданского законодательства.
22 июля 2025 года после смерти председателя Верховного суда РФ Ирины Подносовой стал исполняющим обязанности председателя Верховного суда Российской Федерации.

## Награды
- Почётное звание «Заслуженный юрист Российской Федерации» (2022)[19].
- Медаль «За заслуги перед судебной системой Российской Федерации» II степени (2013)[20].
- Благодарность Совета судей Ленинградской области (2013)[21].

## Публикации
- Некоторые вопросы развития и применения гражданско-правовой защиты чести, достоинства, деловой репутации граждан // Правозащитная деятельность некоммерческих организаций. — Омск: Молодёжная юридическая ассоциация, Центр правовой поддержки неправительственных некоммерческих организаций, 1997. — С. 49—62.
- Вопросы защиты чести, достоинства, деловой репутации // Сибирский нефтяник. — 1998. — № 29.
- Расширение гражданско-правовой ответственности за посягательства на честь, достоинство, деловую репутацию граждан // Материалы интерактивной телеконференция на тему: "Право на доступ к информации". — 1998.
- Совершенствование гражданского законодательства при посягательствах на честь, достоинство и деловую репутацию // Законодательство. — 1998. — № 12.
- О гражданско-правовой защите чести, достоинства и деловой репутации // Законодательство. — 1998. — № 12. — С. 22—25.
- Актуальные вопросы защиты чести, достоинства, деловой репутации граждан и деловой репутации юридических лиц // Применение гражданского и гражданско-процессуального законодательства (Пособие для судей). — М.: Российская правовая академия MЮ РФ, 1998. — С. 20—41.
- Процессуальные нарушения, не являющиеся основанием отмены судебных решений по гражданским делам // Законодательство. — 2000. — № 1. — С. 55—60.
- Жилищные споры: ошибки общественного правосознания // Законодательство. — 2000. — № 8. — С. 49—55.
- Деловая репутация юридических лиц и ее правовая защита // Законодательство. — 2000. — № 10. — С. 6—11.
- Различия правовой оценки и последствий при нарушении избирательного права // Юридический консультант. — М., 2000. — № 10. — С. 35—38.
- Участие народа в отправлении правосудия // Юридический консультант. — М., 2001. — № 1. — С. 46—51.
- Распространение порочащих или недостоверных сведений средствами массовой информации // Юридический консультант. — М., 2001. — № 11. — С. 6—10.
- Правовые перспективы по делу после отмены решения суда // Законодательство. — 2001. — № 7. — С. 69—72.
- Гражданско-правовая и уголовно-правовая защита чести, достоинства и деловой репутации // Законодательство. — 2001. — № 11. — С. 18—23.
- Гражданско-правовая и уголовно-правовая защита чести, достоинства и деловой репутации. (Окончание) // Законодательство. — 2001. — № 12. — С. 18—24.
- Соотношение права и справедливости в судебных решениях // Юридический консультант. — 2001. — № 6. — С. 323—4.
- Кассационное обжалование судебных определений по гражданским делам // Законодательство. — 2002. — № 4. — С. 76—84.
- Подсудность дел о защите чести, достоинства и деловой репутации // Юридический консультант. — 2002. — № 1. — С. 22—26.
- Провоцирующее поведение в гражданском процессе // Законодательство. — 2003. — № 3. — С. 57—61.
- Определение юридически значимых обстоятельств по гражданскому делу // Законодательство. — 2003. — № 8. — С. 77—81.
- Использование прецедента при принятии судебных решений // Международные юридические чтения материалы научно-практической конференции. — Омск: Омский юридический институт МВД России, 2004.
- Юридически значимые понятия по дел о защите чести, достоинства, деловой репутации // Мировой судья. — 2004. — № 3. — С. 14—22.
- Передача дела в другой суд и недопустимость споров о подсудности // Законодательство. — 2005. — № 12. — С. 62—67.
- Противоречия и конкуренция отдельных норм ГПК РФ // Судебно-арбитражная практика Московского региона. Вопросы правоприменения: Май — июнь. — М.: Фонд "Правовая поддержка", 2006. — № 3. — С. 76—80.
- Предположения второго рода в гражданском процессе // Законодательство. — 2007. — № 12. — С. 49—55.
- Роль теории в правоприменительной деятельности // Российское правосудие. — 2007. — № 7. — С. 35—43.
- Квалифицированное молчание в гражданском судопроизводстве // Закон. — 2007. — № 11. — С. 37—45.
- Способы защиты гражданского права и основания иска // Закон. — 2011. — № 1. — С. 168—176.
- Необходимые условия развития правового государства // XVI Царскосельские чтения: Человек — гражданин — гражданское общество — правовое государство: материалы международной научной конференции, 24-25 апреля 2012 г.. — СПб., 2012. — Т. I. — С. 13—17.